# Chasseurs de Fischer
Die Chasseurs de Fischer waren eine gemischte militärische Einheit aus Kavallerie und Infanterie in der königlichen Armee des Ancien Régime. Sie waren der Ursprung der „Régiments français de chasseurs à cheval“ (Jäger zu Pferde) in der französischen Armee.

## Aufstellung und signifikante Änderungen
- 1. November 1743: Aufstellung der Chasseurs de Fischer
- 27. April 1761: Umbenennung in Dragons-chasseurs de Conflans
- 1. März 1763: Umbenennung in Légion de Conflans
- 25. April 1776: Auflösung der Einheit – die drei Husarenescadrons wurden zur Aufstellung des Régiment de Conflans hussards verwendet, die Infanteriekompanien wurden auf diverse Infanterieregimenter verteilt.

## Regimentskommandanten
Mestre de camp war bis 1791 die Rangbezeichnung für den Regimentsinhaber und/oder den tatsächlichen Kommandanten eines Kavallerieregiments. Sollte es sich bei dem Mestre de camp um eine Person des Hochadels handeln, die an der Führung des Regiments kein Interesse hatte (oder zu unerfahren war) so wurde das Kommando dem „Mestre de camp lieutenant“ (oder „Mestre de camp en second“) überlassen.
- Regimentsinhaber

27. April 1761: Louis-Henri-Gabriel de Conflans d’Armentières
- Regimentskommandanten

1. November 1743: Jean Chrétien Fischer, Mestre de camp lieutenant 1747,
27. April 1761: Louis-Henri-Gabriel de Conflans d’Armentières

### Zusammensetzung
Chasseurs de Fischer
1. November 1743: Aufstellung einer Compagnie franche
15. September 1747: 600 Mann, davon 400 Mann Infanterie, 200 Mann Kavallerie
Im Frieden reduziert auf: 360 Mann, dann 180 Mann
30. Dezember 1748: reduziert auf 105 Mann
25. März 1749: reduziert auf eine Kompanie mit 40 Infanteristen und 20 Reitern

## Feldzüge
Chasseurs de Fischer (1743–1761)
Die Einheit setzte sich aus Infanterie und Kavallerie zusammen und wurde während des Österreichischen Erbfolgekrieges durch Johann Christian Fischer, einen deutschen Söldner im französischen Dienst, vor Prag aufgestellt.
Es kam damals häufig vor, dass französische Pferde von österreichischen Husaren erbeutet wurden. Aus diesem Grunde wurde ein Freikorps (auch als Partisanenkorps bezeichnet) geschaffen um speziell diese Pferde zurückzuschaffen.
Dieses Freiwilligenkorps aus einheimischen Abenteurern wurde durch eine Verordnung vom 1. November 1743 als "Compagnie franche des chasseurs" bestätigt. Sie bestand aus 45 Jägern zu Fuß und 15 Reitern. Fischer wurde zum Capitaine befördert und erhielt das Kommando über die Truppe.
Die Mannstärke lag ursprünglich bei 600 Mann, bestehend aus Husaren, Infanteristen und Jägern (zwei Drittel Infanterie, ein Drittel Kavallerie). Auszeichnen konnte sich die Truppe 1747 bei der Belagerung von Bergen op Zoom, was Fischer den Rang eines Brigadier des armées du Roi einbrachte.
- Siebenjähriger Krieg

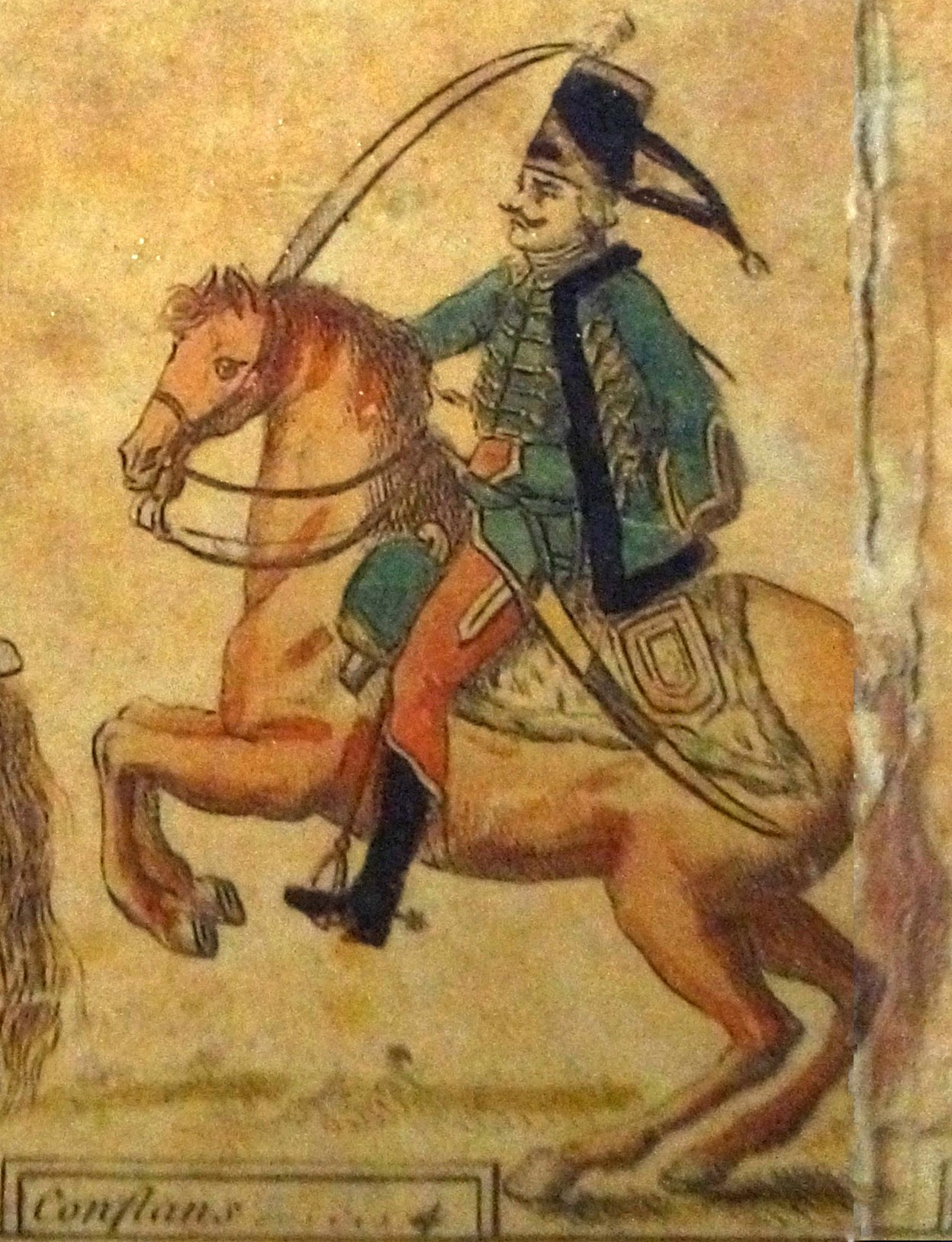
Hussards de Conflans

Im Juli 1757 kämpfte die Einheit bei Hildesheim und zog über Marburg, Ziegenhain, Göttingen und Einbeck nach Hannover. Hier kam es zu schweren Gefechten mit hannoverschen Jägern. Ende September kämpfte sie bei Halberstadt und rückte am 1. Oktober in Nordhausen ein. Am 15. Dezember befanden sie sich in Buchholz und Schwarmstedt.
Auszeichnen konnte sich das Korps am 23. Juni 1758 in der Schlacht bei Krefeld. Als der Marschall Ferdinand von Braunschweig die französischen Truppen einkesseln wollte, konnte Fischer das aufklären und den eigenen Oberkommandierenden, Louis de Bourbon-Condé warnen. Nach der Schlacht bei Bergen standen sie erfolgreich im Gefecht gegen die Vorhut der preußischen Armee. Sie zerschlugen zwei Grenadierbataillone und zwei Escadrons Finckenstein-Dragoner. Drei weitere Escadrons des Regiments konnten gefangen genommen werden. Dazu kam die Wegnahme von zwei Standarten und einer Kriegskasse.
Die Einheit war zu diesem Zeitpunkt 1200 Mann stark, zur Hälfte Kavallerie und Infanterie, dazu kamen 800 Überzählige. Nach mehreren anderen herausragenden Leistungen wurde Fischer noch 1759 zum Brigadier des armes du roi befördert. 1761 wurde der Marquis Louis-Henri-Gabriel de Conflans, Sohn des Lieutenant-général des armées Louis de Conflans d’Armentières zum Regimentsinhaber ernannt was er bis zum Ende des Krieges bleiben sollte und wodurch Fischer das Kommando verlor.
Es folgte die Teilnahme an der Schlacht bei Minden.

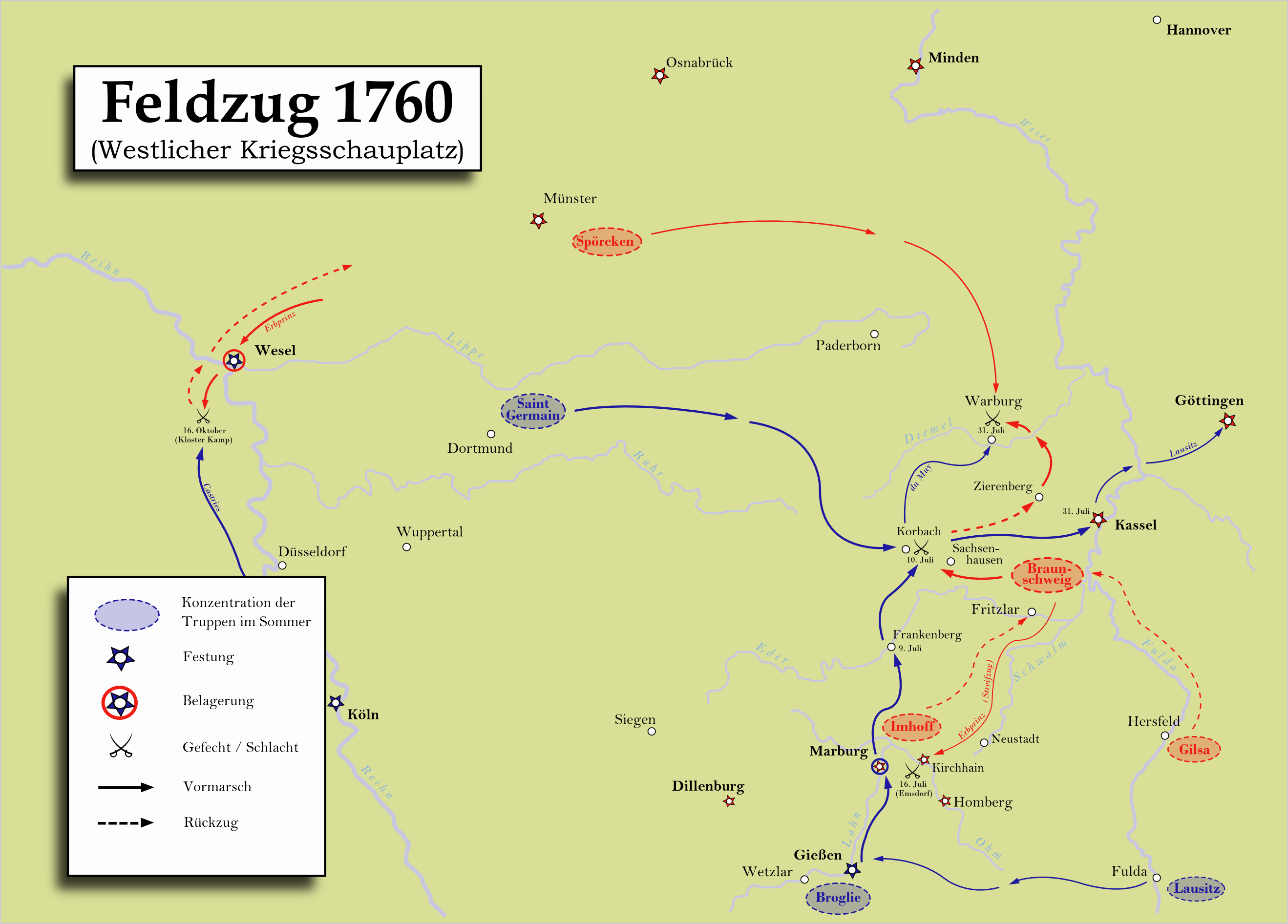
Feldzug 1760

Am 20. Mai 1760 lag die Einheit bei Elberfeld und zog am 5. Juni nach Duisburg weiter. In der Schlacht bei Warburg am 31. Juli 1760 wurde das Korps fast vernichtet. Am 15. Oktober 1760 bildeten sie die französische Vorhut in der Schlacht bei Kloster Kampen und erlitten wieder schwere Verluste. Die Truppe musste sich dann in das Winterquartier in Mettmann und Umgebung zurückziehen.
Dragons-chasseurs de Conflans (1761 bis 1763)
Nachdem das Corps am 20. Februar 1761 von Christian Fischer an den Marquis de Conflans als Regimentsinhaber (der auch das aktive Kommando übernahm) übergegangen war, erhielt es den Namen « Dragons-chasseurs de Conflans ». Bis zum Ende des Krieges kämpfte es noch in Deutschland. 1762 konnten die Dragoner in einem Gefecht gegen Teile der Armee des preußischen Kronprinzen noch einen Erfolg erringen.
In der Schlacht bei Vellinghausen konnte sich das Regiment von Conflans durch kühne Aktionen auszeichnen. Danach wurde es nach Osnabrück beordert, wo es die Mehl- und Hafermagazine, sowie 400 Pferde beschlagnahmte. Mit 400 beladenen Proviantwagen rückten sie dann nach Coesfeld ab. Den Pferden, die man nicht mitnehmen konnte, wurden die Sprunggelenke durchgeschnitten.
1762 stand Conflans mit seinem Regiment im Gefecht bei Recklinghausen, wo eine große Anzahl an Gefangenen gemacht werden konnte. Gleiches galt für das Scharmützel bei Schmallenberg.

### In Ostfriesland
Ab dem 22. September 1762 bewegte sich Conflans mit seiner Truppe brandschatzend durch Ostfriesland. Noch am selben Tag wurde Leer besetzt, am 23. September Aurich und am 24. September Emden. Unmittelbar darauf forderte Conflans nach damaligem Kriegsbrauch Kontributionen. So sollte Leer 150.000 (Silber-)Taler, Aurich binnen 24 Stunden 200.000 Taler sowie 30 Paar Stiefel und 400 Paar Schuhe, und Emden 30.000 (Gold-)Dukaten abliefern. In Verhandlungen gelang es dem ersten preußischen Regierungspräsidenten von Ostfriesland in Aurich, Christoph Friedrich von Derschau, die Kontributionen für Aurich auf die Hälfte zu senken. Im Gegenzug sollte die andere Hälfte vom Amt Wittmund aufgebracht werden.
Conflans ließ anschließend seine Truppen ausschwärmen, um das Geld und Naturalleistungen für die Unterhaltung seiner Truppe einzutreiben. Dabei stießen sie jedoch auf erbitterten Widerstand der Bauern, denen es gelang, erfolgreich zu bleiben. Conflans wollte sich dann nach Emden zurückziehen. Auf dem Weg dorthin nahm er den Regierungspräsidenten Derschau und den Amtmann Diedrich Stürenburg als Geiseln. Die Stadtwälle von Emden waren jedoch schon besetzt, so dass Conflans sich wieder nach Leer zurückziehen musste. Hier kam es bei Loga zu einem Gefecht mit einer Anzahl an Gefallenen auf beiden Seiten. Weitere Erfolge im Widerstand der einheimischen Bevölkerung wie auch Veränderungen in der allgemeinen Kriegslage zwangen Conflans am 30. September zum Rückzug über die Ems. Insgesamt wird der von der Söldnertruppe angerichtete Schaden für Ostfriesland auf 358.557 Reichsthaler beziffert. Fast zwei Drittel dieser Summe, 226.096 Reichsthaler, entfielen auf die Evenburg und den Flecken Leer.
Légion de Conflans (1763 bis 1776)
Im Jahre 1773 wurden die verschiedenen gemischten leichten Einheiten in sieben sogenannte Legionen gegliedert. Sie erhielten je eine berittene Kompanie Dragoner, acht Kompanien Füsiliere und eine Grenadierkompanie. Die nunmehrige «Légion de Conflans» bestand jetzt neben der «Légion Royale», «Légion de Condé», «Légion de Lorraine», «Légion du Hainaut», «Légion des volontaires de Soubise» und der «Légion des volontaires de Flandre».
Im März 1776 wurde die «Légion de Conflans» aufgelöst, die Kavallerie wurde zur Neuaufstellung des Régiment de Conflans hussards (wurde 1789 zum Régiment des Hussards de Saxe) verwendet, die Infanterie in verschiedenen Infanterieregimenter eingegliedert – so die korsische Infanteriekompanie unter dem Kommando von Capitaine Sansonetti und Lieutenant Carbuccia in das Régiment Royal-Corse.